# Dark Blue World
Dark Blue World (Tmavomodrý svět) è un film del 2001 diretto da Jan Svěrák.
Il film è una produzione internazionale (Repubblica Ceca, Regno Unito, Germania, Italia e Danimarca) e mira a evidenziare la vicenda dei piloti cecoslovacchi della RAF che, dopo la seconda guerra mondiale, furono imprigionati nei campi di lavoro. Essi furono liberati nel 1951, ma rimasero per tutta la vita dei reietti, e solo nel 1991 i sopravvissuti vennero riabilitati, e gli venne riconosciuto il contributo dato durante la guerra.

## Trama
Questo film/documento-storico è ambientato nell'Europa della seconda guerra mondiale e viene raccontato nel 1950 dai flashback del protagonista, di nome Franta, durante la prigionia in uno dei campi di lavoro russi ricavati, non a caso, dai campi di concentramento e sterminio nazisti. I lager, che durante il conflitto furono utilizzati dai nazisti per la segregazione e lo sterminio degli ebrei, dopo il 1945 servirono ai sovietici per opprimere e sfruttare spesso fino alla morte, i giovani eroi cecoslovacchi di ritorno dagli eserciti Alleati che avevano combattuto il nazismo e che i sovietici temevano potessero ribellarsi al governo comunista, e per questo definiti "nemici del popolo".
Il protagonista Franta e il suo migliore amico Karel fuggono dalla loro città occupata dai nazisti per raggiungere l'Inghilterra. Delusi per la mancata resistenza cecoslovacca all'occupazione tedesca e desiderosi di contribuire alla lotta contro il nazismo, si arruolano nella RAF essendo entrambi esperti piloti della aviazione militare cecoslovacca. La loro collaborazione, e quella di tanti altri giovani piloti esuli cecoslovacchi riuniti nella RAF, è importante e molto apprezzata dai colleghi britannici. Qui la loro amicizia viene messa a dura prova quando entrambi si innamorano della stessa donna, Susan, giovane sposa di un marinaio britannico disperso in guerra. Le vicende militari e quelle amorose si intrecciano fino quasi a causare la fine dell'amicizia tra i due protagonisti.
Franta pensa addirittura che il compagno abbia tentato di ucciderlo per vendetta durante un'azione aerea, mentre in realtà viene dimostrato, dalle riprese aeree, che gli aveva salvato la vita abbattendo un aereo tedesco. L'amicizia sembra finita, e invece durante l'ennesima azione aerea, Franta finisce nelle gelide acque dell'oceano e l'amico, nel tentativo riuscito di salvarlo, perderà la vita.
Finita la guerra, Franta torna da Susan e la trova con il marito, il marinaio disperso, sulla sedia a rotelle. Lei gli fa capire che la loro storia è finita e Franta rinuncia all'amore per la giovane donna. Tornato in patria, scopre che durante la sua assenza la situazione è molto cambiata; la sua fidanzata, Hanicka, non lo ha aspettato, si è sposata e ha una figlia, il cane a cui era tanto affezionato è ormai troppo legato alla nuova famiglia e decide di rinunciarvi, e le nuove istituzioni sovietiche, invece di accoglierlo come un eroe, lo dichiarano "nemico del popolo" e lo segregano in uno dei tanti campi di lavoro. Quando nel 1951 questi campi di lavoro furono chiusi, ormai molti degli imprigionati erano morti per le estreme condizioni di vita, i maltrattamenti e lo sfruttamento, e solo nel 1991, dopo 40 anni, furono riabilitati ufficialmente.
Franta sarà uno dei sopravvissuti?
 Il finale è "aperto", anche se fa supporre che sia morto e che sia finito in Paradiso insieme al suo inseparabile amico Karel; infatti la scena finale vede i due volare ancora insieme, con la loro amicizia ricostruita.